# Davidsonia johnsonii
Davidsonia johnsonii, conocida como la  ciruela lisa de Davidson,  es una especie de árbol perteneciente a la familia de las cunoniáceas.

## Distribución geográfica
Es un pequeño árbol nativo de los bosques templados húmedos del este de Australia. Las hojas son compuestas, brillosas y sin vellos. Es un árbol muy raro en la naturaleza, pero es cultivado por su fruta comestible.
El fruto es de color borgoña profundo, con un sabor ácido y es popular en mermeladas. Se le cultiva en pequeñas plantaciones. 
En el mercado están mostrando una preferencia por el nombre indígena, Ooray, para describir  esta fruta.
Debido a las semillas infértiles de los cultivos,  solamente se puede propagar por esquejes o división. Por lo tanto todo el material cultivado proviene de clones de las plantas silvestres. Las plantas toman por lo menos seis años en producir fruto. Algunas selecciones dan una buena producción.